# Lifesong
| Críticas profissionais | Críticas profissionais |
| Avaliações da crítica  | Avaliações da crítica  |
| Fonte                  | Avaliação              |
| ---------------------- | ---------------------- |
| allmusic               | link                   |
| Jesus Freak Hideout    | link                   |

Lifesong é o segundo álbum de estúdio da banda Casting Crowns, lançado em 30 de agosto de 2005.
O álbum venceu um Grammy Award na categoria "Best Pop/Contemporary Gospel Album".
No final de 2009, o álbum tinha vendido mais de 1,2 milhões de cópias.

## Faixas
1. "Lifesong" — 5:17
2. "Praise You in This Storm" — 4:59
3. "Does Anybody Hear Her" — 4:30
4. "Stained Glass Masquerade" — 3:52
5. "Love Them Like Jesus" — 4:32
6. "Set Me Free" — 4:27
7. "While You Were Sleeping" — 4:55
8. "Father, Spirit, Jesus" — 5:11
9. "In Me" — 4:45
10. "Prodigal" — 5:45
11. "And Now My Lifesong Sings" — 4:03

## Desempenho nas paradas musicais
| Parada musical (2005)          | Posição |
| ------------------------------ | ------- |
| Estados Unidos - Billboard 200 | 9       |